# Сибилла (фильм, 2007)
Сибилла (англ. Sybil) — американская телевизионная драма режиссёра Джозефа Сарджента (Мисс Роуз Уайт, Дети Мисс Эверс) по одноимённой книге журналистки Флоры Шрайбер. В основу книги, а впоследствии и фильма, легла история жизни Ширли Арделл Мейсон, пациентки психиатрической клиники, страдавшей от диссоциативного расстройства идентичности — психического феномена, известного как множественная личность. Это вторая экранизация книги. В 1976 году NBC был снят мини-сериал, который получил 4 награды «Эмми».
В январе 2006 года журнал The Hollywood Reporter сообщил, что руководство CBS дало «зелёный свет» производству фильма. Однако премьера фильма в США была отложена. Прежде чем фильм увидели американские зрители, он вышел на экраны Италии, Новой Зеландии, Доминиканской Республики, Бразилии, Норвегии и Венгрии. Американская премьера фильма состоялась 7 июня 2008 года на канале CBS.

## Сюжет
На приём к психиатру Корнелии Уилбор направляют беспокойную студентку Колумбийского Университета Сибиллу Дорсетт. Коллега Уилбор — Атчесон считает, что девушка страдает от приступов истерии. По мере того, как доктор Уилбор общается с Сибиллой, молодая девушка рассказывает доктору, что очень часто она отключается и не может вспомнить большие промежутки времени. В процессе работы доктора Уилбор выясняется, что в Сибилле 16 личностей, различных по возрасту и личным качествам. Главной среди них является Вики, «француженка», которая объясняет доктору Уилбур, что она является проводником, объединяющим все части Сибилл. Доктор помогает ей вспомнить детство, в котором она страдала от физического, эмоционального и сексуального насилия со стороны своей гиперрелигиозной шизофреничной матери Кэти. Во время поездки к отцу Сибиллы выясняется, что тот прекрасно знает, что мать издевалась над девочкой, но ничего не хотел предпринимать.
Несмотря на то, что доктор Уилбор обещала никогда не гипнотизировать Сибил, она увозит её в свой дом на берегу озера и проводит с ней сеанс гипноза, во время которого ей удаётся убедить Сибилл в том, что все 16 личностей есть не кто иные, как она сама. Той же ночью Сибилл признаётся в том, что стала чувствовать себя гораздо лучше, и что теперь она испытывает лишь ненависть к своей матери.
Последняя часть фильма рассказывает истории реальной женщины — Ширли Ардель Мэйсон, которая стала прототипом Сибил Дорсетт.

## В ролях
- Доктор Корнелия Уилбур — Джессика Лэнг
- Сибилл Дорсетт — Тэмми Бланчард
- Хетти Дорсетт — Джобет Уильямс

## Отзывы критиков
В целом в оценке фильма критики были однозначны. Такие известные издания, как New York Times, Los Angeles Times, Newsweek, Boston Globe отметили превосходную игру актрис и проигрывающие, по сравнению с первой экранизацией, довольно сухие сюжетные линии, а также пренебрежение к эмоциональным нюансам. На сайте Rotten Tomatoes рейтинг фильма был довольно высок и составил 78 %.